# Eliel Rodrigues
Eliel Rodrigues (Belém, 10 de dezembro de 1925) foi um político brasileiro. Exerceu o mandato de deputado federal constituinte em 1988.
Em 1946, Eliel iniciou seus estudos superiores na Escola Nacional de Engenharia do Pará, pela qual se formou engenheiro civil em 1950. No ano seguinte, tornou-se engenheiro civil do Ministério da Aeronáutica.
Em 1958, filiou-se ao Partido Trabalhista Brasileiro (PTB), até a agremiação, junto com os outros partidos, ser extinta em 1965 pelo Ato Institucional nº 2 decretado pelo Regime Militar. No mesmo ano, o político fez curso de especialização em pavimentação rodoviária pelo Departamento Nacional de Estradas de Rodagem (DNER) e deixou o cargo de engenheiro civil no Ministério da Aeronáutica em 1979. Em 1984, foi assessor da Empresa Metropolitana de Transportes Urbanos na sua cidade natal.
Em 1986, Eliel foi eleito deputado federal constituinte pelo Partido do Movimento Democrático Brasileiro (PMDB). Com a instalação da Assembléia Nacional Constituinte (ANC), tornou-se titular da Subcomissão da Família, do Menor e do Idoso da Comissão da Família, da Educação, Cultura e Esportes, da Ciência e Tecnologia e da Comunicação; e suplente da Subcomissão dos Direitos e Garantias Individuais da Comissão da Soberania e dos Direitos e Garantias do Homem e da Mulher.
Pastor evangélico da Assembléia de Deus, durante os trabalhos de elaboração da Constituição, o político votou a favor da criminalização do aborto, da proteção ao emprego contra despedida sem justa causa, da soberania popular, do presidencialismo, da nacionalização do subsolo, da limitação dos juros reais em 12% ao ano e do mandato de cinco anos para o presidente José Sarney. Votou contra a estabilidade no emprego, a pena de morte, a limitação do direito de propriedade privada, o mandado de injunção, a remuneração 50% superior para o trabalho extra, a jornada semanal de 40 horas, o turno ininterrupto de seis horas, o aviso prévio proporcional, a estatização do sistema financeiro, a limitação dos encargos da dívida externa, a criação de um fundo de apoio à reforma agrária, a anistia aos micro e pequenos empresários, a legalização do jogo do bicho e a desapropriação da propriedade produtiva. Na 23ª reunião da Subcomissão dos Direitos e Garantias Individuais, publicada no DANC. de 24/06/1987, o constituinte Eliel Rodrigues se manifestou algumas vezes pela exclusão da expressão “orientação sexual”.